# Sora (Kingdom Hearts)
Sora (ソラ? "Himmel") är en fiktiv protagonist i Kingdom Hearts-serien. Han kan beskrivas som en glad och positiv tonåring som ibland kan vara väldigt naiv och till och med impulsiv. Sora besitter ett starkt och modigt hjärta som kanske inte ens Mörkret (The Darkness) rår på. Vid tillfällen har Sora lätt för att bli ilsken (dessa tillfällen är oftast när en fiende försöker skada Soras vänner) men Sora tänker också ofta på vad han säger eller gör.
Sora kommer från en värld vid namn Destiny Islands och är bästa vän med Riku och Kairi.